# THE HIT PARADE II
『THE HIT PARADE II』（ザ・ヒット・パレード・ツー）は、日本の音楽ユニットB'zのギタリストである松本孝弘の13作目のアルバム。2024年8月28日発売。

## 概要
2003年に発表した、邦楽カバーアルバム『THE HIT PARADE』の続編。今作も松本が楽曲イメージからインスピレーションを受けてオファーした全9組のボーカリストを迎えたカバー9曲に加え、松本孝弘によるインストゥルメンタルカバーを加えた全10曲を収録。
ゲストヴォーカリストとして、前作に続いての参加となる稲葉浩志、倉木麻衣をはじめ、TERU（GLAY）、GRe4N BOYZ、LiSA、上原大史（WANDS）、新浜レオン、山本ピカソ（青いガーネット）、KEISUKE（Z）、YUJIRO（Z）といった総勢9組が名を連ねている。
本作リリースの発表にあたっては、松本の約8年ぶりとなるソロツアー『Tak Matsumoto Tour 2024 -Here Comes the Bluesman-』の初日となる5月11日公演中のMCにて、松本本人からアルバム発売のアナウンスと収録曲が演奏されるサプライズが行われた。またそのライブの翌日に、公式にリリースが発表された。
数量限定生産盤、初回限定盤の特典Blu-rayには、2024年5月に開催されたソロツアーより、松本によるカバー「俺たちの勲章テーマ」「港のヨーコ・ヨコハマ・ヨコスカ」と、ゲストボーカルと共演した「ブルーライト・ヨコハマ featuring 倉木麻衣」「傷だらけのローラ featuring 新浜レオン」のBillboard Live TOKYO公演でのライブ映像を収録。数量限定生産盤のみ7インチアナログサイズジャケット仕様となり、封入特典としてオリジナルポスターが付属する。また、全形態共通の封入特典として、「セルフライナーノーツ」、および本作と9月リリースのTMGのアルバム『TMG II』との封入連動応募特典企画における「応募抽選券A」が付属している。
プロモーションとして、2024年6月1日放送分のフジテレビ系『MUSIC FAIR』に出演し、「俺たちの勲章テーマ」と倉木麻衣と共に「ブルーライトヨコハマ」を披露した。松本の出演は1992年にB'zとして出演して以来約32年ぶりであった。同年7月25日放送のNHK総合『SONGS』では「俺たちの勲章テーマ」、LiSA、新浜レオンと共に「六本木心中」「傷だらけのローラ」を披露した。同年12月11日放送のフジテレビ系『2024FNS歌謡祭 第二夜』にソロでは初出演し、新浜レオン、TERUと共に「傷だらけのローラ」「落陽」を披露した。
2024年12月30日に開催された『第66回日本レコード大賞』にて企画賞を受賞。授賞式には松本が初出演し、LiSAと共に「六本木心中」を披露した。

## リリース形態
通常盤
CDのみの形態。
初回限定盤
CD＋Blu-rayの形態。Blu-rayには松本のソロツアー『Tak Matsumoto Tour 2024 -Here Comes the Bluesman-』で演奏したカバー曲の映像が収録されている。
数量限定生産盤
CD＋Blu-ray+オリジナルポスターの形態。Blu-rayの内容は初回限定盤と同じ。サイズは7インチアナログサイズジャケット仕様となっている。

## 収録曲
| #         | タイトル                                          | 作詞         | 作曲       | 編曲                             | 時間  |
| --------- | ------------------------------------------------- | ------------ | ---------- | -------------------------------- | ----- |
| 1.        | 「六本木心中 featuring LiSA」                     | 湯川れい子   | NOBODY     | 松本孝弘・Yukihide "YT" Takiyama | 5:04  |
| 2.        | 「木蘭の涙 featuring GRe4N BOYZ」                 | 山田ひろし   | 柿沼清史   | 松本孝弘・Yukihide "YT" Takiyama | 5:00  |
| 3.        | 「落陽 featuring TERU（GLAY)」                    | 岡本おさみ   | 吉田拓郎   | 松本孝弘・Yukihide "YT" Takiyama | 3:34  |
| 4.        | 「銃爪 featuring 稲葉浩志」                       | 世良公則     | 世良公則   | 松本孝弘・Yukihide "YT" Takiyama | 3:31  |
| 5.        | 「Yes-No featuring 山本ピカソ (青いガーネット)」  | 小田和正     | 小田和正   | 松本孝弘・Yukihide "YT" Takiyama | 5:07  |
| 6.        | 「ブルーライト・ヨコハマ featuring 倉木麻衣」     | 橋本淳       | 筒美京平   | 松本孝弘・Yukihide "YT" Takiyama | 3:04  |
| 7.        | 「白い冬 featuring KEISUKE (Z)、YUJIRO (Z)」      | 工藤忠幸     | 山木康世   | 松本孝弘・寺地秀行               | 3:29  |
| 8.        | 「時の過ぎゆくままに featuring 上原大史 (WANDS)」 | 阿久悠       | 大野克夫   | 松本孝弘・Yukihide "YT" Takiyama | 3:24  |
| 9.        | 「傷だらけのローラ featuring 新浜レオン」         | さいとう大三 | 馬飼野康二 | 松本孝弘・寺地秀行               | 3:20  |
| 10.       | 「俺たちの勲章のテーマ」                          | 松本隆       | 吉田拓郎   | 松本孝弘・Yukihide "YT" Takiyama | 3:52  |
| 合計時間: | 合計時間:                                         | 合計時間:    | 合計時間:  | 合計時間:                        | 39:25 |

## 楽曲解説

### CD
1. 六本木心中 (featuring LiSA)
  - 原曲：アン・ルイス「六本木心中」（1984年）
  - アルバムの発売に先駆け、2024年7月25日に配信リリースされた[19]。
  - 2024年8月7日公開のBillboard Japan Download Songsで最高位60位を記録[20]。
  - 松本はボーカルは当時のルイスとオーバーラップしてLiSAにオファーしたと述べている[21]。
2. 木蘭の涙 (featuring GRe4N BOYZ)
  - 原曲：スターダスト☆レビュー「木蘭の涙」（1993年）
  - 本作で唯一の平成に発売された楽曲からの選曲[22]。
3. 落陽 (featuring TERU（GLAY))
  - 原曲：吉田拓郎「落陽」（1973年）
4. 銃爪 (featuring 稲葉浩志)
  - 原曲：世良公則&ツイスト「銃爪」（1978年）
  - 2024年9月4日公開のBillboard Japan Download Songsで初登場21位を記録[23]。
5. Yes-No (featuring 山本ピカソ (青いガーネット))
  - 原曲：オフコース「Yes-No」（1980年）
6. ブルーライト・ヨコハマ (featuring 倉木麻衣)
  - 原曲：いしだあゆみ「ブルーライト・ヨコハマ」（1968年）
  - アルバムの発売に先駆け、2024年6月15日に配信リリースされた[24]。
  - 2024年6月26日公開のBillboard Japan Download Songsで初登場60位を記録[25]。
  - 松本はこの曲を選んだ時、歌ってもらうのは倉木麻衣さんしかいないと思いましたと述べている[21]。
7. 白い冬 (featuring KEISUKE (Z)、YUJIRO (Z))
  - 原曲：ふきのとう「白い冬」（1974年）
8. 時の過ぎゆくままに (featuring 上原大史 (WANDS))
  - 原曲：沢田研二「時の過ぎゆくままに」（1975年）
9. 傷だらけのローラ (featuring 新浜レオン)
  - 原曲：西城秀樹「傷だらけのローラ」（1974年）
  - アルバムの発売に先駆け、2024年7月13日に配信リリースされた[26]。
  - 新浜はもともと西城秀樹へのリスペクトを公言しており、ライブなどでは西城の楽曲のカバーを披露していた。その一方で、「傷だらけのローラ」のカバーだけは「秀樹さんだからこそ作れる世界観であり、他の誰が歌ってもものまねっぽくなってしまう」という理由で避けていた。しかし松本が「傷だらけのローラ」を選曲した際に、「秀樹さんの曲だったらレオン君に声をかけよう」と提案し、新浜にオファー。指名された新浜は、その曲が「傷だらけのローラ」だと聞いて、鳥肌が立ったと振り返っている[27]。
  - レコーディングの際は、歌唱に関しては松本からのアドバイスやリクエストはなく、新浜に一任されていた。新浜は西城秀樹の映像は「観ていないものがないくらい観てきた」とのことで、西城の「傷だらけのローラ」の歌唱に関しても、時代によってまったく歌い方が違っていたとのこと。新浜は今回のレコーディングでの歌唱について、「今の自分とその時々の秀樹さんを照らし合わせながら、秀樹さんへのリスペクトと感謝を込めつつ歌うことができたと思います」と振り返っている[27]。
10. 俺たちの勲章テーマ
  - 原曲：トランザム「俺たちの勲章テーマ」（1977年）
  - 収録曲の中で唯一のインストゥルメンタル楽曲。

### Blu-ray
初回限定盤と数量限定生産盤にのみ付属。2024年5月に開催された松本のソロツアー『Tak Matsumoto Tour 2024 -Here Comes the Bluesman-』より、Billboard Live TOKYO公演で演奏されたカバー曲ライブ映像4曲収録
1. 俺たちの勲章テーマ
2. ブルーライト・ヨコハマ featuring 倉木麻衣
3. 傷だらけのローラ featuring 新浜レオン
4. 港のヨーコ・ヨコハマ・ヨコスカ

## 参加ミュージシャン
- 松本孝弘：ギター、全曲編曲
- Yukihide"YT"Takiyama：ベース(#1-6,8,10)、編曲(#1-6,8,10)
- 寺地秀行：編曲(#7,9)
- 亀田誠治：ベース(#7,9)
- 玉田豊夢：ドラム(#1,2,4,9)
- 河村"カースケ"智康：ドラム(#3,5-8,10)、パーカッション(#7）
- 川村ケン：オルガン(#1,9)、シンセサイザー(#1,4)、ピアノ(#10）
- 小野塚晃：ピアノ(#2,6-8)、ウーリッツァー(#2,3,6)、オルガン(#5)、ローズ(#5)、クラビネット(#8)
- 斉藤ノヴ：パーカッション(#2,6)
- 渡辺ファイヤー：テナーサクソフォーン(#3)、バリトンサクソフォーン(#6)、テナー＆バリトンサクソフォーン(#9)
- 上石統：トランペット(#3,6,9)
- 長谷川素子：トランペット(#3)
- 東條あづさ：トロンボーン(#3,6)
- 小寺里枝 with Lime Ladies Orchestra：ストリングス(#3,6-9,10)
- Rainy。：コーラス(#9)